# Zīrandūd
Zīrandūd (persiska: زیراندود, Zīr Banāndūd) är en ort i Iran.   Den ligger i provinsen Khorasan, i den östra delen av landet, 800 km öster om huvudstaden Teheran. Zīrandūd ligger 1 922 meter över havet och antalet invånare är 244.
Terrängen runt Zīrandūd är platt åt sydost, men åt nordväst är den kuperad. Runt Zīrandūd är det glesbefolkat, med 12 invånare per kvadratkilometer. Närmaste större samhälle är Darreh Charm, 13,4 km sydost om Zīrandūd. Trakten runt Zīrandūd är ofruktbar med lite eller ingen växtlighet.